# L'ereditiera (film 1949)
L'ereditiera (The Heiress) è un film del 1949 diretto da William Wyler.
È tratto dal dramma The Heiress, scritto da Ruth Goetz e Augustus Goetz, i quali scrissero anche la sceneggiatura. Tale dramma fu ispirato dal romanzo Piazza Washington di Henry James del 1880 (una prima versione del dramma si intitolava come il romanzo di James).

## Trama
Il dottor Austin Sloper vive nel ricordo dell'amata moglie, morta anni addietro, e non nasconde di provare poca stima per l'unica figlia Caterina, una ragazza non bella e molto timida. Questa incontra a un ballo il bel Morris Townsend, un cacciatore di dote che inizia a corteggiarla. L'idillio è favorito dalla sciocca e intrigante zia Lavinia Penniman. Il dottor Sloper indaga su Morris e, scoprendo che si tratta di uno squattrinato parassita, nega il proprio consenso al matrimonio; insensibile al dolore della figlia, le dice che se sposasse Morris non le darebbe alcuna dote. Poi la convince a seguirlo in un viaggio in Europa. Al loro ritorno, Morris riprende a corteggiare Caterina, ma il dottor Sloper dice brutalmente alla figlia che è una donna poco attraente e che Morris mira solo al suo denaro. Convinta della sincerità di Morris, Caterina decide di rinunciare alla dote e fuggire con lui, ma il giovane, quando viene a sapere che sposandola non otterrebbe l'eredità di famiglia, perde ogni interesse nei suoi confronti. Finge quindi di voler ancora fuggire con lei, ma non si presenta all'appuntamento. Dopo averlo atteso per ore, Caterina comprende che il padre aveva ragione a diffidare di Morris; ma se da un lato ora disprezza il suo falso corteggiatore, dall'altro non può perdonare le parole offensive che il padre le aveva rivolto. Anni dopo, alla morte del dottor Sloper, Morris si ripresenta da Caterina, dichiarando di essersi allontanato perché non avrebbe mai voluto che lei rinunciasse alla sua agiatezza a causa sua; ora, convinto che ormai nulla possa ostacolare i suoi piani, Morris chiede a Caterina di sposarlo. Caterina finge di accettare la proposta, ma quando Morris si presenta all'appuntamento, ella non apre la porta, lasciandolo fuori a bussare inutilmente.

## Produzione
Il film era originariamente prodotto da Liberty Films Inc., una società di produzione indipendente guidata, in parte, da William Wyler, ma quando la Paramount la assorbì nel 1948, lo studio assunse il film. Il produttore Fred F. Finklehoffe fu il primo a pianificare una versione cinematografica dello spettacolo con il cast originale di Broadway, ma quella produzione non venne mai realizzata. 
Betty Linley fu l'unica a riprendere il suo ruolo di Mrs. Montgomery dalla produzione originale di Broadway. La parte del dottor Sloper andò a Ralph Richardson, che aveva già interpretato il personaggio nella versione teatrale andata in scena a Londra assieme a Peggy Ashcroft. Questa scelta provocò un certo risentimento nell'interprete originale, Basil Rathbone, che nella sua autobiografia si lamentò dopo aver sostenuto la parte nella versione teatrale al fianco di Wendy Hiller per un totale di 410 repliche. La prima era avvenuta il 29 settembre 1947 al Biltmore Theatre di New York.
Per il ruolo di Morris Townsend, Wyler avrebbe voluto Errol Flynn. Cary Grant sarebbe stato interessato a interpretare il ruolo, ma William Wyler lo rifiutò, preferendo poi l'interpretazione più sottile di Montgomery Clift

### Riprese
Le riprese del film avvennero interamente presso i Paramount Studios, al 5555 di Melrose Avenue a Hollywood, Los Angeles. Il titolo di lavorazione del film era Washington Square. La scena delle scale a chiocciola richiese 37 riprese, di cui l'ultima venne giudicata la migliore.

### Colonna sonora
Sebbene le musiche siano attribuite a Aaron Copland, Wyler non gradiva il suo lavoro semplice e leggero; le musiche vennero così riscritte e ri-arrangiate, presumibilmente da Hugo Friedhofer, che aveva già lavorato con Wyler per le musiche di I migliori anni della nostra vita (1946). Questa sostituzione non avvenne in maniera concertata con il compositore, che la scoprì soltanto assistendo a una proiezione pubblica. Copland allora, per amplificare la sua protesta, si servì degli organi di stampa denunciando l'angheria di cui era stato vittima e il risentimento fu tale da lasciare nel musicista una traccia così profonda da indurlo a non lavorare più per il cinema (vi ritornò solo dodici anni più tardi con Momento selvaggio). Paradossalmente, con questo film Copland, già autore delle musiche di quattro altri film, guadagnò proprio con L'ereditiera il primo e unico Oscar alla migliore colonna sonora della sua carriera.

## Distribuzione
La prima assoluta avvenne a New York il 6 ottobre 1949; il film ebbe un'altra proiezione ufficiale a Los Angeles il 20 ottobre; venne quindi distribuito nelle sale cinematografiche americane dal 28 dicembre 1949. In Italia arrivò al cinema dal 23 novembre 1950.

## Premi e riconoscimenti
- 1950 - Premio Oscar
  - Miglior attrice protagonista a Olivia de Havilland
  - Migliore scenografia a Harry Horner e John Meehan Emile Kuri
  - Migliori costumi a Edith Head e Gile Steele
  - Miglior colonna sonora a Aaron Copland
  - Candidatura Miglior film alla Paramount Pictures
  - Candidatura Migliore regia a William Wyler
  - Candidatura Miglior attore non protagonista a Ralph Richardson
  - Candidatura Migliore fotografia a Leo Tover
- 1950 - Writers Guild of America
  - Candidatura WGA Award a Ruth Goetz e Augustus Goetz
- 1950 - Golden Globe
  - Miglior attrice in un film drammatico a Olivia de Havilland
  - Candidatura Migliore regia a William Wyler
  - Candidatura Miglior attrice non protagonista a Miriam Hopkins
- 1949 - National Board of Review Award
  - Migliori dieci film
  - Miglior attore a Ralph Richardson
- 1949 - New York Film Critics Circle Award
  - Miglior attrice protagonista a Olivia de Havilland

Nel 1996 è stato scelto per la conservazione nel National Film Registry della Biblioteca del Congresso degli Stati Uniti.

## Curiosità
- Morris corteggia Catherine cantando Plaisir d'amour, romanza composta nel 1785 da Jean-Paul-Égide Martini (1741-1816), meglio noto come Martini il Tedesco; la canzone fornì da base per Can't Help Falling in Love, lanciata nel 1961 da Elvis Presley
- La Lux Radio Theatre trasmise un adattamento radiofonico di 60 minuti del film l'11 settembre 1950 con Olivia de Havilland nel suo ruolo cinematografico.